# Tipula mungo
Tipula mungo är en tvåvingeart som beskrevs av De Jong 1984. Tipula mungo ingår i släktet Tipula och familjen storharkrankar.
Artens utbredningsområde är Kamerun. Inga underarter finns listade i Catalogue of Life.